# Lew, czarownica i stara szafa (miniserial BBC)
Lew, czarownica i stara szafa (ang. The Lion, the Witch, & the Wardrobe) – brytyjski miniserial z 1988 roku, zrealizowany na podstawie powieści C.S. Lewisa pod tym samym tytułem. Jest to pierwsza część brytyjskiego serialu BBC „Kroniki Narnii” (Chronicles of Narnia).

## Treść
Czwórka dzieci - Piotr, Zuzanna, Edmund i Łucja przez starą szafę dostają się do Narni, magicznej krainy, którą zamieszkują mityczne stwory i mówiące zwierzęta...

## Obsada
- Ronald Pickup - Aslan (głos)
- Michael Aldridge - Profesor
- Sophie Cook - Zuzanna Pevensie
- Jeffrey S. Perry - Pan Tumnus
- Barbara Kellerman - Biała Czarownica
- Ailsa Berk - Aslan
- Sophie Wilcox - Łucja Pevensie
- Jonathan R. Scott - Edmund Pevensie
- Richard Dempsey - Piotr Pevensie
- Big Mick - Mały mężczyzna
- Charles Ponting - Dorosły Edmund
- Jill Goldston - Młoda Wiewiórka
- Maureen Morris - Pani Macready
- Christopher Bramwell - Dorosły Piotr
- Hamish Kerr - Fox
- Ken Kitson - Olbrzym Rumblebuffin
- Lesley Nicol - Pani Bóbr
- Juliet Waley - Dorosła Łucja
- Martin Stone - Maugrim
- Suzanne Debney - Dorosła Zuzanna
- Kerry Shale - Pan Bóbr